# Matthias Weckmann
Matthias Weckmann, född omkring 1619 i Niederdorla vid Mühlhausen i Thüringen, död 24 februari 1674 i Hamburg, var en tysk musiker. Han räknas till den nordtyska orgelskolan.
Weckmann blev tidigt elev till Heinrich Schütz och invigdes i Hamburg i Jan Pieterszoon Sweelincks orgelkonst. Han blev hovorganist i Dresden 1641 och hos danske kronprinsen 1642(–47), organist vid Jacobikyrkan i Hamburg 1655 och stiftade där ett stort Collegium musicum. 
Ett antal av Weckmanns solokantater och körverk är utgivna av Max Seiffert i "Denkmäler deutscher Tonkunst" (band 6). Nyfunna kompositioner av Weckmann är bland annat ett handskrivet band klaverstycken, som visar den dåtida tyska klaverkonsten på en oanat hög ståndpunkt. Han stod i förbindelse med svenske hovkapellmästaren Gustaf Düben, som erhöll flera av hans verk (nu i Uppsala universitetsbibliotek).

## Utmärkelser
Asteroiden 7587 Weckmann är uppkallad efter honom.

## Verklista

### Klaververk
- Preludium i d-Moll. Femstämmigt i primi toni.
- Fantasi i d-moll
- Fuga i d-moll med pedaler. Primi toni
- Toccata i d-moll
- Toccata med preludium i d-moll. Primi toni.
- Toccata i e-moll
- Toccata i e-moll
- Toccata i a-moll
- Toccata i c-dur. Dal 12 Tuono.
- Canzona i c-dur. Dal istesso Tuono.
- Canzona i c-moll
- Canzona i d-moll
- Canzona i c-dur
- Canzona i g-dur
- Partita i d-moll
- Partita i c-moll
- Partita i h-moll
- Partita i e-moll
- Partita i a-moll
- Partita i a-moll "Die Lieblichen Blicke"

### Orgelverk
- Ach wir armen Sünder (3 verser)
- Es ist das Heil uns kommen her (7 verser)
- Gelobet seist du, Jesu Christ  (4 verser)
- Gelobet seist du, Jesu Christ  (3 verser)
- Komm, heiliger Geist, Herre Gott (3 verser)
- Magnificat II. Toni (4 verser)
- Nun freut euch, lieben Christen gmein (3 verser)
- O lux beata trinitas (6 verser)